# Райхман, Людвик
Людвик Райхман (пол. Ludwik Rajchman; 1 ноября 1881, Варшава, Царство Польское, Российская империя — 1965, Шеню, Пеи-де-ла-Луар, Франция) — врач-бактериолог, общественный деятель, один из основателей и первый исполнительный директор ЮНИСЕФ (с 1946 по 1950 год).

## Биография
Польский еврей. Сын Александра Райхмана, одного из создателей и первого директора Варшавской филармонии, и М. Хиршфельд, активистки социалистического и правозащитного движения. Брат математика Александра Райхмана, двоюродный брат бактериолога Людвика Гиршфельда.
В юности активно занимался революционной деятельностью. Вступил в Польскую социалистическую партию (PPS, ППС). После расстрела сельскохозяйственных рабочих в с. Ланента во время революции 1905—1907 годов в Царстве Польском в марте 1905 года, издал прокламацию, призывающую к массовым забастовкам. Занимался нелегальной поставкой революционной литературы из Кракова в Царство Польское. После раскола в ППС в 1906 году присоединился к ППС — левица. За революционную деятельность во время революции 1905—1907 годов в Царстве Польском был арестован. После четырёх месяцев тюремного заключения освобождён, благодаря помощи со стороны представителей финансовых кругов, и сослан в Харьков. Изучал медицину в Ягеллонском университете в Кракове.
После жил во Франции, в 1907—1909 годах стажировался в Институте Пастера в Париже. В 1918 году вернулся в Варшаву, где Райхман, хорошо знакомый с польской элитой, благодаря своим семейным связям, убедил новые польские власти создать эпидемиологический центр, впоследствии переименованный в «Национальный институт гигиены», в 1923 году создал и был первым директором варшавского института гигиены.
Активно участвовал в борьбе с эпидемиями тифа в Восточной Европе, был замечен представителями Лиги Наций, которая в 1921 году привлекла его к созданию Эпидемиологического комитета Лиги Наций.
Много путешествовал, выполняя свой мандат Лиги, особенно заинтересовался потребностью создания карантинной службы и системы общественного здравоохранения в Китае.
В 1929 и 1930—1931 годах находился в Китае в качестве медицинского советника китайского правительства, стал близким другом Чан Кай-ши и Сун Цзывэня. В начале 1930-х годов стал известен в Женеве, благодаря антифашистским выступлениям.
В 1931—1939 годах был экспертом Национального экономического совета по восстановлению Китая, в 1940—1943 гг. — советник Сун Цзывэня, в качестве специального представителя Китая в США.
Оказывая помощь китайцам против агрессивной Японии, закупал самолеты из Соединенных Штатах.
В конце Второй мировой войны Администрация помощи и восстановления Объединённых Наций поручила Л. Райхману подготовить отчёт о том, как справиться с резким ухудшением состояния здоровья после освобождения Европы (особенно эпидемиями тифа). Тогда же новое коммунистическое правительство Польше назначило его своим представителем в UNRRA. На совещании ООН в Женеве он призвал создать фонд, предназначенный для помощи детям во всем мире. Его предложение было принято, и 11 декабря 1946 года по решению Генеральной Ассамблеи ООН в качестве чрезвычайной организации для оказания помощи детям, пострадавшим в ходе Второй мировой войны был создан Международный чрезвычайный детский фонд ООН (ЮНИСЕФ).
Л. Райхман стал его первым руководителем (с 1946 по 1950 год).
Его сын Ян Райхман — изобретатель в области компьютерных технологий.